# Vojvodska palača, Colorno
Vojvodska palača, znana tudi kot Reggia di Colorno, je stavba v mestu Colorno v pokrajini Parma v deželi Emilija - Romanja v Italiji. Gradil jo je Francesco Farnese, vojvoda Parme, v zgodnjem 18. stoletju na ostankih nekdanjega gradu. Leta 1337 jo je postavil kondotjer Azzo da Correggio.

## Zgodovina
Rocca (grad) je na tem mestu leta 1337 postavil kondotjer Azzo da Correggio, da bi zavaroval reko Pad. Pripadal je družinam Correggio in Terzi. V 16.–17. stoletju ga je obnovila grofica Barbara Sanseverino, ki je želela pravo palačo za svoj dvor in za svojo ugledno zbirko del slikarjev, kot so Rafael, Tizian, Mantegna in Correggio.
Barbaro Sanseverino je dal obglaviti vojvoda Ranuccio I. Farnese, palačo pa je kupila družina Farnesi iz Parme. Ranuccio II. in njegova žena Margherita Violante sta začela obnovo, ki jo je končal njun sin Francesco pod vodstvom arhitekta Ferdinanda Bibbiena.
Palača je bila dom ostarele Enrichette d'Este, vdove Antonia Farneseja, vojvode Parme.
V 18. stoletju je vojvoda Filip naročil obnovo palače francoskemu arhitektu Ennemondu Alexandru Petitotu in v notranjosti poskušal posnemati okrasje  Versajske palače. Filip je bil poročen s francosko princeso Louise Élisabeth, ki je bila najstarejša hči Ludvika XV.
28. novembra 1807, po priključitvi vojvodine Parma k francoskemu cesarstvu, je bila palača razglašena za cesarsko lastnino in so se začela nova obnovitvena dela. Po dunajskem kongresu je vojvodino dobila Marija Luiza, Napoleonova žena, in  palača je postala njeno najljubše prebivališče s prekrasnim, velikim angleškim parkom.
Po združitvi Italije  je palača ostala last države in jo je leta 1870 dobila pokrajina Parma. Zdaj je v njej sedež ALME, Scuola Internazionale di Cucina Italiana (Mednarodna šola italijanske kuhinje).

## Park
Prvi park iz leta 1480 je naročil grof Roberto Sanseverino. Pod Francescom Farnesejem je bil prenovljen z mešanico francoskega in italijanskega podeželskega vrta, ki ga je nadalje spremenila vojvodinja Marija Luiza.
Med drugo svetovno vojno je bil poškodovan, a nedavno mu je bil z obnovo vrnjen njegov starinski sijaj.